# 辛巴達：七海傳奇
《辛巴达七海传奇》（英語：Sinbad: Legend of the Seven Seas）是梦工厂在2003年發行的一部動畫電影，由提姆·約翰森和派翠克·吉爾莫導演。
本片於2003年7月2日上映，外界對本片的評價褒貶不一，主要稱讚動畫、動作場面和配音表演，但批評故事情節，電腦圖像則有兩極分化的評論。《辛巴達》的票房收入為 8080 萬美元，預算為6000萬美元，成為票房炸彈，導致夢工廠在一系列電影中虧損1.25 億美元，差點破產。迄今為止，這很快成為夢工廠動畫最後一部使用傳統動畫的動畫電影長片，因為工作室放棄了傳統動畫，轉而使用電腦動畫。後來夢工廠在2018年為5分鐘的短片Bird Karma再度採用2D動畫。
該片一度成為電影史上最賠錢電影排名第一，直到2010年愛在心裡怎知道打破其記錄。

## 劇情
辛巴達和他的海盜船員試圖偷走神奇的“和平之書”，並將其作為最後一份工作以勒索贖金，然後才回到斐濟，然而辛巴達驚訝地發現它在前往西西里島錫拉丘茲時受到錫拉丘茲王子普羅丟斯的保護。普羅透斯是辛巴達小時候最好的朋友，他告訴他這是否意味著任何他可以證明的事情。辛巴達無論如何都試圖偷走這本書，但在希圖斯襲擊這艘船時被阻止了。兩人齊心協力擊退希圖斯，並在片刻間重申了他們的聯繫。就在希圖斯似乎被擊敗的時候，辛巴達被希圖斯拖下船。普羅透斯去救辛巴達，但被他的船員攔住了。辛巴達被希圖斯拖入水下，被美麗的混亂女神厄里斯拯救，厄里斯為他提供了他想要的任何恩惠，以換取和平之書。辛巴達和他的船員去錫拉丘茲偷了這本書，但在看到普羅透斯和他的未婚妻瑪麗娜之後，辛巴達沒有說明動機就放棄了任務。預料到這一點，厄里斯冒充辛巴達並親自偷走了這本書。辛巴達被判處死刑，普羅透斯派辛巴達去取回這本書，將自己當作人質，瑪麗娜去確保辛巴達成功。為了阻止他們得逞，厄里斯派出了一群神話般的海妖，她們用催眠般的歌聲進入並引誘辛巴達船上的人，但不影響瑪麗娜，後者將船引向安全並贏得船員的青睞。然而，當她和辛巴達繼續爭吵時，厄里斯注意到他們的不和諧並派來了一隻大鵬。大鵬抓住了瑪麗娜，但她被辛巴達救了出來，他們成功地打敗了這個生物，導致兩人和解。在這些事件和其他事件之後，辛巴達和瑪麗娜在短暫的和平中交談——瑪麗娜透露她一直夢想著在海上生活，辛巴達透露他在 10 年前與普羅透斯保持距離，因為他愛瑪麗娜。然後他們突然到達並進入厄里斯的領地，在那裡她透露她的計劃是操縱普羅透斯進入辛巴達的位置，讓錫拉丘茲沒有繼承人並陷入混亂。通過瑪麗娜，厄里斯同意交出和平之書，前提是辛巴德如實告知他是否會回到錫拉丘茲接受指責並在他沒有得到和平之書的情況下被處決。她向他保證她會遵守這筆交易，即使對神來說也牢不可破。當他回答說他會回來時，厄里斯稱他為騙子，並將他和瑪麗娜送回凡間。辛巴達感到羞愧，承認無序女神是對的，內心深處相信他是一個自私、黑心的騙子。只是，瑪麗娜告訴他她錯了，讓辛巴達改變主意。在錫拉丘茲，分配給辛巴達的時間已經過去。普洛透斯準備將自己斬首，但在最後一刻，辛巴達出現並取代了他的位置。憤怒的厄里斯突然出現並通過粉碎劊子手的劍來拯救辛巴達。辛巴達震驚地意識到這仍然是她測試的一部分，而且他畢竟通過證明他的答案是真實的而擊敗了她。厄里斯很生氣，但不能違背她作為女神的諾言，不情願地將書交給了辛巴達。隨著真正的罪魁禍首被揭露，辛巴達因偷書的罪名被赦免，現在備受尊敬。隨著這本書歸還錫拉丘茲，普洛透斯和辛巴達仍然作為最好的朋友離開。辛巴達和他的船員準備出發另一次航行，將瑪麗娜留在錫拉丘茲。在他不知情的情況下，普羅透斯看到瑪麗娜深深地愛上了辛巴達和海上生活，於是解除了她的婚約，送她加入辛巴達的船。瑪麗娜在船開始航行時透露了她在船上的存在，這讓辛巴達感到驚訝，兩人分享了一個吻。現在，當船駛入日落時，他們和船員一起開始了另一次長途航行。

## 配音員
| 配音                | 配音   | 角色                     |
| 英語                | 國語   | 角色                     |
| ------------------- | ------ | ------------------------ |
| 布萊德·皮特         | 張震   | 辛巴達（Sinbad）         |
| 凯瑟琳·泽塔-琼斯    | 小S    | 瑪琳娜（Lady Marina）    |
| 蜜雪兒·菲佛         | 汪世瑋 | 愛瑞絲（Eris）           |
| 約瑟夫·費因斯       | 夏治世 | 普羅士（Prince Proteus） |
| 丹尼斯·赫柏特       | 胡大衛 | 大塊（Kale）             |
| 阿德里亞諾·吉安尼尼 | 劉傑   | 老鼠（Rat）              |
| 提莫西·威斯特       | 陳明陽 | 戴邁士國王（King Dymas） |
| 吉姆·康明斯         | 胡立成 | 盧卡（Luca）             |
| 康納德·威隆         | 康殿宏 | 傑德（Jed）              |

## 外部鏈接
- 官方网站
- 互联网电影数据库（IMDb）上《辛巴達：七海傳奇》的资料（英文）
- 大卡通資料庫上《辛巴達：七海傳奇》的資料（英文）

- 豆瓣电影上《辛巴達：七海傳奇》的資料 （简体中文）
- AllMovie上《辛巴達：七海傳奇》的资料（英文）
- Box Office Mojo上《辛巴達：七海傳奇》的資料（英文）